# Nazilli
Nazilli és la segona ciutat més gran de la província d'Aydın a la Regió de l'Egeu de Turquia occidental, a 47 km a l'est de la ciutat d'Aydın, en la carretera a Denizli.

## Etimologia
Nazilli és un nom turc que ha evolucionat d'alguna manera de l'anterior nom (també turc) de Pazarköy (mercat). Segons la llegenda, el fill del governador d'Aydın en el període otomà, s'enamorà d'una dona jove de Pazarköy, però fou rebutjat pel pare de la noia. El jove, posteriorment, anomenà la ciutat Nazli Ili (La Casa de Nazli) en record de la seva estimada. El viatger del segle xvii, Evliya Çelebi sostenia que la ciutat s'anomenava així per la capritxositat ("naz") de les dones locals en aquesta rica ciutat. O podria haver estat el nom d'una família de turcs oghuz que es va instal·lar aquí.

## Història
Aquesta gent feia teixits i així plantaven cotó en aquella zona per a aquest propòsit. Els turcs oghuz foren succeïts pel Beylik turc de Menteşe-oğlu (el 1280) i els d'Aydın-oğlu.
En 1390 Baiazet I incorporà l'àrea a l'Imperi Otomà. En aquell temps, la ciutat comprenia dos pobles, Cuma Yeri (Plaça de Divendres) i Pazarköy (Mercat de dia feiner). La ciutat, posteriorment, seria només coneguda com a Nazliköy. El 1402 Tamerlà derrotà Baiazet a la batalla d'Ankara i prengué el control de la regió egea, tornant l'àrea de Nazilli a la família dels Aydın-oğlu. Fou ràpidament recuperada per als otomans per part del sultà Murat II.
Durant la Guerra d'Independència Turca la ciutat de Nazili fou ocupada per forces gregues i fou alliberada el 5 de setembre de 1922.

## Geografia
Nazilli es troba a la vora del Büyük Menderes, el riu més gran de la regió egea, i bona part del districte es troba a la vall del Menderes, plena d'arbres cítrics, olives i figues així com cotó, blat i altres collites.
Nazilli avui és una ciutat gran i rica amb una població de 109,800 persones (segons el cens de 2007). La ciutat té un cert nombre d'hospitals, instituts, i alguns edificis de facultats de la Universitat Adnan Menderes, incloent-hi una escola de negocis i economia. El centre de la ciutat vella és ordenat i atractiu amb carrers decorats amb arbres de bergamota.